# Aki (Kōchi)
Aki (japanisch 安芸市 Aki-shi, deutsch ‚kreisfreie Stadt Aki‘, englisch Aki City/City of Aki) ist eine kreisfreie Stadt in der Präfektur Kōchi in Japan.

## Geographie
Aki liegt östlich von Kōchi an der Tosa-Bucht des Pazifischen Ozeans.

## Geschichte
Aki-shi, die (kreisfreie) Stadt Aki, wurde am 1. August 1954 gegründet, indem die (kreisangehörige) Stadt (-chō) Aki und sieben weitere Gemeinden aus dem Kreis Aki (Aki-gun) fusionierten. Vor 1895 war Aki Dorfgemeinde (-mura).

## Verkehr
- Straße:
  - Nationalstraße 55
- Zug:
  - Tosa Kuroshio Asa-Linie

## Söhne und Töchter der Stadt
- Iwasaki Yatarō (1835–1885), Gründer des Mitsubishis

## Angrenzende Städte und Gemeinden
- Präfektur Kōchi
  - Kōnan
  - Kami
  - Geisei
  - Umaji
  - Yasuda
- Präfektur Tokushima
  - Naka

## Marskrater
Nach Aki ist ein Marskrater benannt.